# Campeonato Mundial de Atletismo de 2007 - Heptatlo feminino
O heptatlo feminino no Campeonato Mundial de Atletismo de 2007 foi realizada nas ruas de Osaka, no Japão, nos dias 25 de agosto e 26 de agosto de 2007.

## Recordes
Antes desta competição, os recordes mundiais e do campeonato nesta prova eram os seguintes:
| Tipo                  | Atleta               | Pontos | Local | Data                   |
| --------------------- | -------------------- | ------ | ----- | ---------------------- |
|                       | Jackie Joyner-Kersee | 7291   | Seul  | 24 de setembro de 1988 |
| Recorde do campeonato | Jackie Joyner-Kersee | 7128   | Roma  | 1 de setembro de 1987  |

## Medalhistas
| Ouro                 | Prata                  | Bronze                |
| Carolina Klüft (SWE) | Lyudmila Blonska (UKR) | Kelly Sotherton (GBR) |

## Calendário
Todos os horários estão no horário local (UTC+9)
| Data         | Hora  | Evento                   |
| ------------ | ----- | ------------------------ |
| 25 de agosto | 10:00 | 100 metros com barreiras |
| 25 de agosto | 11:20 | Salto em altura          |
| 25 de agosto | 19:10 | Arremesso de peso        |
| 25 de agosto | 21:25 | 200 metros               |
| 26 de agosto | 17:15 | Salto em distância       |
| 26 de agosto | 18:45 | Lançamento de dardo      |
| 26 de agosto | 21:15 | 800 metros               |

## Classificação final
A classificação final foi a seguinte.
| Colocação         | Atleta                     | Nacionalidade  | Total | 100 m C/B      | SA        | AP        | 200 m      | SD        | LD        | 800 m       |
| ----------------- | -------------------------- | -------------- | ----- | -------------- | --------- | --------- | ---------- | --------- | --------- | ----------- |
| Medalha de ouro   | Carolina Klüft             | Suécia         | 7032  | 1102 pts 13.15 | 1171 1.95 | 848 14.81 | 1041 23.38 | 1122 6.85 | 821 47.98 | 927 2:12.56 |
| Medalha de prata  | Lyudmila Blonska           | Ucrânia        | 6832  | 1087 pts 13.25 | 1132 1.92 | 823 14.44 | 972 24.09  | 1132 6.88 | 817 47.77 | 869 2:16.68 |
| Medalha de bronze | Kelly Sotherton            | Grã-Bretanha   | 6510  | 1093 pts 13.21 | 1054 1.86 | 803 14.14 | 1039 23.40 | 1066 6.68 | 513 31.90 | 942 2:11.58 |
| 4                 | Jessica Ennis              | Grã-Bretanha   | 6469  | 1129 pts 12.97 | 1093 1.89 | 656 11.93 | 1064 23.15 | 953 6.33  | 630 38.07 | 944 2:11.39 |
| 5                 | Lilli Schwarzkopf          | Alemanha       | 6439  | 1044 pts 13.54 | 1016 1.83 | 727 13.00 | 879 25.08  | 902 6.17  | 946 54.44 | 925 2:12.76 |
| 6                 | Austra Skujytė             | Lituânia       | 6380  | 931 pts 14.34  | 978 1.80  | 997 17.03 | 851 25.39  | 937 6.28  | 911 52.63 | 775 2:23.64 |
| 7                 | Jennifer Oeser             | Alemanha       | 6378  | 1049 pts 13.51 | 1016 1.83 | 808 14.21 | 942 24.41  | 927 6.25  | 727 43.10 | 909 2:13.85 |
| 8                 | Nataliya Dobrynska         | Ucrânia        | 6327  | 994 pts 13.89  | 941 1.77  | 949 16.31 | 895 24.91  | 887 6.12  | 787 46.22 | 874 2:16.35 |
| 9                 | Marie Collonvillé          | França         | 6244  | 1031 pts 13.63 | 1016 1.83 | 669 12.12 | 886 25.01  | 1062 6.67 | 654 39.32 | 926 2:12.68 |
| 10                | Anna Bogdanova             | Rússia         | 6243  | 1020 pts 13.71 | 1016 1.83 | 749 13.33 | 887 25.00  | 994 6.46  | 666 39.91 | 911 2:13.72 |
| 11                | Ida Marcussen              | Noruega        | 6226  | 956 pts 14.16  | 830 1.68  | 727 13.00 | 925 24.59  | 997 6.47  | 880 51.02 | 911 2:13.69 |
| 12                | Kylie Wheeler              | Austrália      | 6184  | 997 pts 13.87  | 978 1.80  | 727 13.00 | 939 24.44  | 981 6.42  | 638 38.49 | 924 2:12.81 |
| 13                | Sonja Kesselschläger       | Alemanha       | 6149  | 1043 pts 13.55 | 978 1.80  | 811 14.25 | 842 25.49  | 912 6.20  | 723 42.91 | 840 2:18.81 |
| 14                | Jolanda Keizer             | Países Baixos  | 6102  | 1003 pts 13.83 | 941 1.77  | 809 14.23 | 940 24.43  | 819 5.90  | 734 43.48 | 856 2:17.61 |
| 15                | Karolina Tymińska          | Polónia        | 6092  | 966 pts 14.09  | 867 1.71  | 744 13.25 | 979 24.02  | 956 6.34  | 590 35.97 | 990 2:08.27 |
| 16                | Yvonne Wisse               | Países Baixos  | 6056  | 1043 pts 13.55 | 978 1.80  | 697 12.54 | 943 24.40  | 843 5.98  | 624 37.73 | 928 2:12.52 |
| 17                | Aiga Grabuste              | Letônia        | 6019  | 1001 pts 13.84 | 941 1.77  | 730 13.04 | 889 24.98  | 856 6.02  | 778 45.76 | 824 2:19.97 |
| 18                | Aryiro Strataki            | Grécia         | 5999  | 976 pts 14.02  | 830 1.68  | 798 14.06 | 863 25.26  | 896 6.15  | 758 44.73 | 878 2:16.06 |
| 19                | Olga Kurban                | Rússia         | 5998  | 993 pts 13.90  | 867 1.71  | 738 13.16 | 938 24.45  | 912 6.20  | 678 40.55 | 872 2:16.48 |
| 20                | Linda Züblin               | Suíça          | 5995  | 1031 pts 13.63 | 795 1.65  | 690 12.43 | 910 24.75  | 843 5.98  | 857 49.85 | 869 2:16.72 |
| 21                | Kamila Chudzik             | Polónia        | 5926  | 941 pts 14.27  | 867 1.71  | 748 13.31 | 887 25.00  | 801 5.84  | 899 52.03 | 783 2:23.03 |
| 22                | Simone Oberer              | Suíça          | 5922  | 1033 pts 13.62 | 978 1.80  | 674 12.20 | 827 25.66  | 862 6.04  | 679 40.60 | 869 2:16.67 |
| 23                | Yuki Nakata                | Japão          | 5869  | 1004 pts 13.82 | 903 1.74  | 616 11.31 | 861 25.28  | 899 6.16  | 730 43.26 | 856 2:17.61 |
| 24                | Irina Naumenko             | Cazaquistão    | 5848  | 947 pts 14.22  | 903 1.74  | 721 12.90 | 888 24.99  | 915 6.21  | 658 39.53 | 816 2:20.52 |
| 25                | Diana Pickler              | Estados Unidos | 5838  | 1074 pts 13.34 | 903 1.74  | 610 11.22 | 923 24.61  | 853 6.01  | 660 39.62 | 815 2:20.63 |
| 26                | Salla Rinne                | Finlândia      | 5813  | 1030 pts 13.64 | 903 1.74  | 811 14.25 | 818 25.76  | 810 5.87  | 822 48.03 | 619 2:36.05 |
| 27                | Sylvie Dufour              | Suíça          | 5805  | 964 pts 14.10  | 903 1.74  | 771 13.65 | 846 25.45  | 759 5.70  | 662 39.75 | 900 2:14.46 |
| 28                | Vasiliki Delinikola        | Grécia         | 5745  | 1014 pts 13.75 | 867 1.71  | 756 13.43 | 881 25.06  | 840 5.97  | 709 42.19 | 678 2:31.23 |
| 29                | Jessica Samuelsson         | Suécia         | 5745  | 954 pts 14.17  | 795 1.65  | 765 13.56 | 886 25.01  | 813 5.88  | 616 37.30 | 916 2:13.34 |
| 30                | Kaie Kand                  | Estónia        | 5616  | 947 pts 14.22  | 830 1.68  | 707 12.69 | 811 25.84  | 774 5.75  | 635 38.33 | 912 2:13.63 |
| 31                | Lucimara da Silva          | Brasil         | 5601  | 1014 pts 13.75 | 903 1.74  | 553 10.36 | 874 25.14  | 837 5.96  | 626 37.87 | 794 2:22.16 |
| 32                | Gretchen Quintana          | Cuba           | 4954  | 1011 pts 13.77 | 830 1.68  | 708 12.71 | 960 24.22  | 887 6.12  | 558 34.31 | 0 DSQ       |
| —                 | Virginia Johnson           | Estados Unidos | DNF   | 1084 pts 13.27 | 724 1.59  | 751 13.36 | 1003 23.77 | 915 6.21  |           |             |
| —                 | Hyleas Fountain            | Estados Unidos | DNF   | 1027 pts 13.66 | 941 1.77  | 680 12.29 | 968 24.13  | 0 NM      |           |             |
| —                 | Karin Ruckstuhl            | Países Baixos  | DNF   | 1083 pts 13.28 | 903 1.74  | 793 13.99 | 942 24.41  |           |           |             |
| —                 | Tatyana Chernova           | Rússia         | DNF   | 1020 pts 13.71 | 978 1.80  | 760 13.49 | 808 25.88  |           |           |             |
| —                 | Antoinette Nana Djimou Ida | França         | DNF   | 997 pts 13.87  | 867 1.71  | 757 13.44 | 850 25.41  |           |           |             |
| —                 | Margaret Simpson           | Gana           | DNF   | 1023 pts 13.69 | 903 1.74  |           |            |           |           |             |
| —                 | Hanna Melnychenko          | Ucrânia        | DNF   | 0 pts DNF      |           |           |            |           |           |             |

Legenda
| Recorde mundial       | Recorde mundial (World record)               |                       | Recorde africano                      | Recorde africano (African) |                                           | Q | Classificado por posição (Qualified) |
| Recorde do campeonato | Recorde do campeonato (Championship record)  | Recorde da América    | Recorde da América (Americas)         | q                          | Classificado por melhor tempo (Qualified) |   |                                      |
| Melhor marca do ano   | Melhor marca do ano (World leading)          | Recorde asiático      | Recorde asiático (Asian)              | DNS                        | Não largou (Did not start)                |   |                                      |
| Recorde nacional      | Recorde nacional (National record)           | Recorde europeu       | Recorde europeu (European)            | DNF                        | Não terminou (Did not finish)             |   |                                      |
| Recorde pessoal       | Recorde pessoal do atleta (Personal best)    | Recorde da Oceania    | Recorde da Oceania (Oceania)          | DSQ / DQ                   | Desclassificado (Disqualified)            |   |                                      |
| Recorde da temporada  | Recorde da temporada do atleta (Season best) | Recorde sul-americano | Recorde sul-americano (South America) | NM                         | Sem marca (No mark)                       |   |                                      |